# Trois oncles et une fée
Trois oncles et une fée (Christmas with Holly) est un téléfilm de Noël américain réalisé par Allan Arkush, adapté de la romance contemporaine de Lisa Kleypas, Nuit de Noël à Friday harbor (en), et diffusé le 2 décembre 2013 sur M6.

## Synopsis
Holly ne parle plus depuis le décès de sa maman. Elle est prise en charge par son oncle. Mark déménage avec sa petite nièce sur une île pour rejoindre ses deux frères. Il rencontre alors Maggie, qui débarque aussi sur cette île pour commencer une nouvelle vie.

## Fiche technique
- Titre original : Christmas with Holly
- Réalisation : Allan Arkush
- Scénario : Pnenah Goldstein, d'après le roman de Lisa Kleypas, Nuit de Noël à Friday harbor (en)
- Photographie : Charles Minsky
- Musique : Nathan Wang
- Durée : 115 min
- Pays : États-Unis

## Distribution
- Sean Faris : Mark Nagle
- Eloise Mumford : Maggie Conway
- Daniel Eric Gold : Alex Nagle
- Dana Watkins : Scott Nagle
- Catherine Bérubé : Kate Conway
- Alex Paxton-Beesley : Shelby
- Lucy Gallina et Josie Gallina : Holly Nagle